# Steve Webster
Steve Webster, né le 7 janvier 1960, est un pilote de Side-car britannique ayant remporté le championnat du monde à dix reprises entre 1987 et 2004.